# 贝拉一世

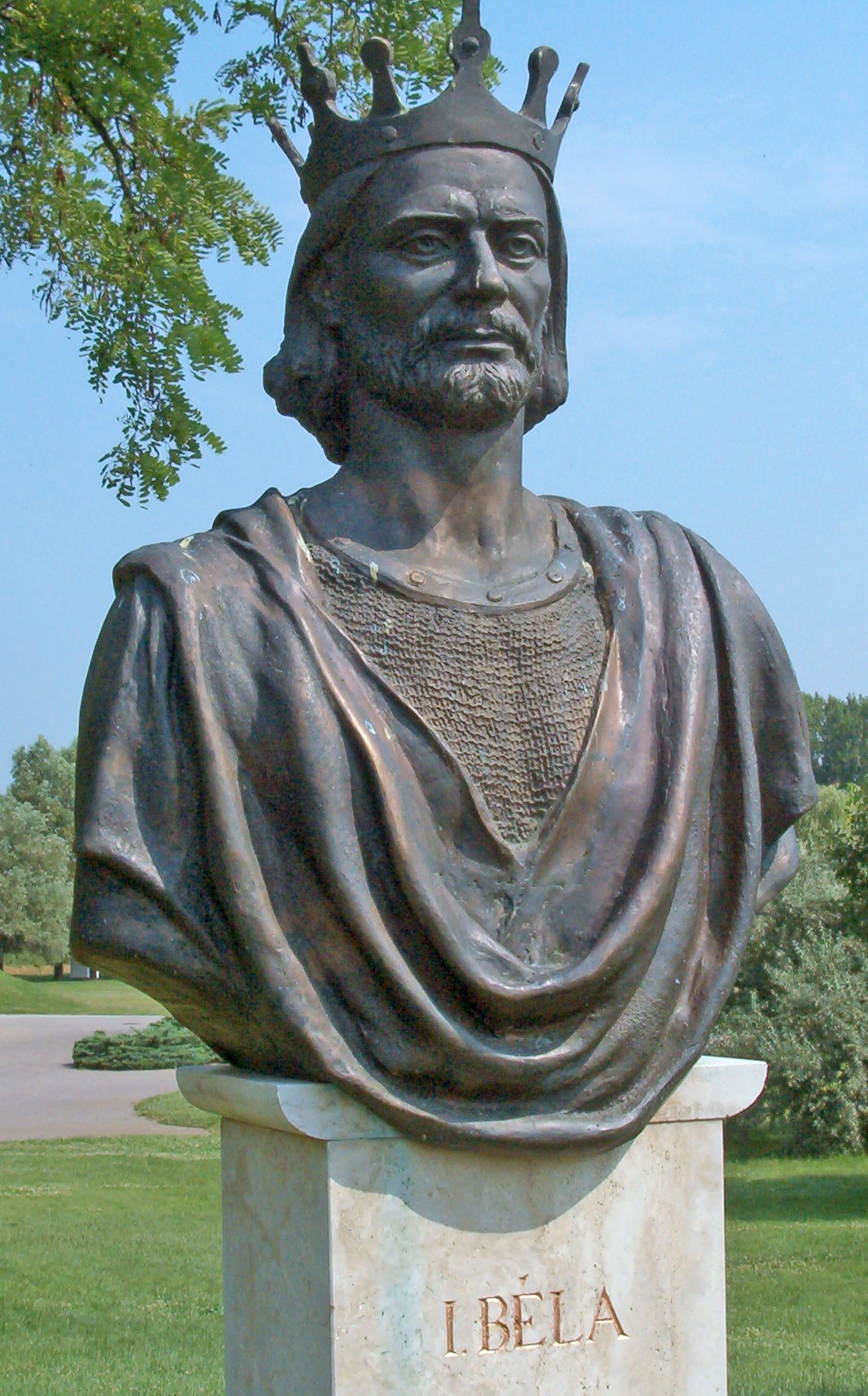
贝拉一世

贝拉一世（匈牙利语：I. Béla，約1015年—1063年9月11日），阿尔帕德王朝的匈牙利国王（1061年－1063年在位）。
贝拉一世是匈牙利王室成员瓦祖爾的第三子，国王安德烈一世的弟弟，教名为马格努斯（贝拉是一个异教名字）。1048年安德烈将三分之一的领地划给贝拉一世，此后贝拉入侵斯洛伐克南部，获得了公爵头衔。
贝拉一世在登上王位前曾与安德烈发生冲突，因为后者已经担心他会危及自己的儿子所罗门的王位继承权。贝拉一世被迫逃亡波兰（他的妻子里切扎是波兰国王波列斯瓦夫二世的妹妹）。
在匈牙利贵族发动叛乱后，安德烈一世被推翻。贝拉一世回到祖国，被贵族们推上王位并于1060年12月6日加冕为王。在他统治时期，政府严厉地镇压了仍然拒绝接受基督教信仰的人民发动的起义。贝拉一世死于意外事故：他被自己御座上突然倒塌的华盖压死。在贝拉一世去世后，神圣罗马帝国皇帝亨利三世把安德烈的儿子所罗门推上匈牙利王位，贝拉一世的家人又再次被迫逃亡波兰。

## 家庭
- 妻子：里切扎

- 子女：

1. 蓋薩一世
2. 拉斯洛一世
3. 兰珀特
4. 索菲娅
5. 尤菲米亚
6. 伊洛娜
7. 玛丽亚
8. 阿黛尔海德